# كيت كرايغ
كيت كرايغ هي فنانة فيديو كندية، ولدت في 15 سبتمبر 1947 في فيكتوريا في كندا، وتوفيت في 23 يوليو 2002 في Storm Bay (British Columbia) ‏ في كندا.